# ちょこミラ
『ちょこミラ』は、北日本放送（KNBテレビ）で2018年4月7日から放送されている情報番組である。

## 概要
いっちゃん☆KNBは兄弟番組であり、いっちゃん☆KNBで放送されたコーナーを放送したりしている。
バーチャルスタジオから放送している。
2020年9月19日に番組が放送開始されて100回目を迎えた。

## 放送時間
全て日本時間（JST）で記す。
| 期間      | 期間      | 放送時間（JST）              |
| --------- | --------- | ---------------------------- |
| 2018.4.7  | 2024.3.23 | 土曜日 16:30 - 17:00（30分） |
| 2024.4.13 | 現在      | 日曜日 12:55 - 13:30（35分） |

## 出演者
司会
- あやっち：大沢綾子（北日本放送アナウンサー）

相棒
- いちろう
番組のキャラクターであり、犬をモチーフにしており、オスである。

## 過去の出演者
- やまっち：山下千晴（北日本放送アナウンサー）
- あわっち：粟島佳奈子（当時北日本放送アナウンサー）

## ナレーター
- 上野透（北日本放送アナウンサー）

## 放送内容

### 主なコーナー
- 月イチ!
  - テーマをもとにシリーズでお届けする企画である。
- イチおし!
  - 富山の気になる話題をピックアップしている。
- いちコレ!
  - 富山の気になる話題をピックアップしている。
- いちろうさんぽ
  - いちろうが富山県内を散歩する。

ちょこっとインフォ
- - スポンサーからのお知らせ。

など

## 使用曲
オープニングテーマ、ジングル
緑黄色社会「sabotage」

## 過去の使用曲
オープニングテーマ、ジングル
- Perfume「未来のミュージアム」
- ポルカドットスティングレイ「バケノカワ」

## 関連番組
- いっちゃん☆KNB - 兄弟番組